# ريغي هاريسون
ريغي هاريسون (بالإنجليزية: Reggie Harrison)‏ هو لاعب كرة قدم أمريكية أمريكي، ولد في 9 يناير 1951 في سومرفيل في الولايات المتحدة.

## وصلات خارجية
- ريغي هاريسون على موقع مرجع كرة القدم المحترفة.كوم (الإنجليزية)